# Benny Elétrico
Benny Elétrico é a primeira coletânea do cantor Pop brasileiro Naldo Benny, lançado apenas em vinil . Foi lançado em maio de 2013. Conta com algumas de suas músicas em versões estúdio e remixes, incluindo alguns de seus últimos singles que ainda não foram lançados em um álbum ou foram, porém em outra versão como ao vivo.

## Faixas
| Lado A |                                      |         |  |
| N.º    | Título                               | Duração |  |
| 1.     | "Amor de Chocolate" (Versão estúdio) |         |  |
| 2.     | "Exagerado" (Versão estúdio)         |         |  |
| 3.     | "Se Joga" (com Fat Joe)              |         |  |
| 4.     | "Chantilly" (Versão estúdio)         |         |  |
| 5.     | "Deixa eu te pegar"                  |         |  |

| Lado B |                        |         |  |
| N.º    | Título                 | Duração |  |
| 1.     | "A vida é mesmo assim" |         |  |
| 2.     | "Vá embora"            |         |  |
| 3.     | "Meu corpo quer você"  |         |  |
| 4.     | "Tô apaixonado"        |         |  |